# Åstjärnen (Ramsele socken, Ångermanland)
Åstjärnen är en sjö i Sollefteå kommun i Ångermanland och ingår i Ångermanälvens huvudavrinningsområde.